# Joaquín Albarrán
Joaquín Maria Albarrán Y Dominguez, Sagua La Grande, 9 mai 1860 – Paris, 17 janvier 1912 , est un chirurgien français d'origine cubaine, professeur à la faculté de médecine de Paris ; il est l’un des pionniers de la chirurgie urologique.

## Biographie
Joaquin Albarran est né à Sagua La Grande, dans la Province de Villa Clara à Cuba alors sous domination espagnole, le 9 mai 1860. Son père, d’origine espagnole, était venu exercer la médecine dans cette ville où il avait épousé une jeune fille du pays. Il mène sa scolarité jusqu’à l’âge de neuf ans à La Havane et son père le dirige de bonne heure vers la médecine, comme son frère ainé. Orphelin très tôt, il est envoyé en Espagne chez le Dr Fabregas (son parrain et tuteur) afin de  poursuivre ses études médicales à Barcelone. Très précoce, il est bachelier à l'âge de quatorze ans. Il est inscrit à l'ordre des médecins de la ville l'âge de dix-sept ans et présente une première thèse en 1878, à Madrid. Trop jeune pour exercer, il se rend à Paris pour compléter sa formation.
Il se laisse tout d’abord emporter par le tumulte de la vie parisienne, comme le rapporte son condisciple Maurice Heitz-Boyer dans le discours qu’il lui consacra au congrès d’urologie de 1934. Après quelques mois de "vie intense de plaisir" en compagnie du poète Jean Moréas, Albarran se remet au travail. Un hasard heureux lui fait rencontrer Paul Latteux, qui enseignait l’histologie : il se passionne alors rapidement pour cette discipline. Il poursuit sa formation avec Malassez dans le laboratoire  d'histologie du Collège de France dirigé par Louis-Antoine Ranvier. C’est ce dernier qui le persuade de faire carrière en France. Alors qu’il passe tous ses après-midis au-dessus de son microscope, il se rend le matin chez le docteur Édouard Brissaud à l’Hôtel-Dieu. Sur les conseils de ce maître, il soutient une thèse ayant pour sujet « Les tumeurs des testicules ».
Externe des hôpitaux à vingt trois ans, il est reçu major de l’Internat des hôpitaux de Paris en 1884, dans une brillante promotion qui comprenait entre autres Pierre Delbet, Fernand Widal, Louis Henri Vaquez, Pierre Sebileau…
Il fréquente le service d'Ulysse Trélat pour y apprendre la chirurgie, celui de Jacques-Joseph Grancher pour se perfectionner en médecine, en troisième année. Il est l’interne d’Auguste Le Dentu et termine son internat dans le service de  Félix Guyon, dont l’influence sera déterminante dans l’orientation médicale d’Albarran. Outre ses activités hospitalières, il trouve le temps d’étudier la bactériologie et assiste Louis Pasteur dans ses travaux. À la fin de son internat, il obtient la médaille d’or et, c’est dans le service de son maître Félix Guyon qu’il passe son année supplémentaire. Il décide alors de s'orienter vers la pratique de l’urologie ; il vouera toute sa vie une admiration sans bornes pour son maître.
Alors qu’une épidémie de choléra frappe le sud de l’Espagne, la faculté de médecine de Paris décide d’envoyer une mission d’assistance et c’est Joaquim Albarran qui est choisi comme adjoint à Paul Brouardel et à Albert Charrin, sans doute parce qu’il maîtrisait la langue, mais aussi en raison de ses connaissances approfondies en bactériologie.
Poursuivant sa carrière, il devient chef de clinique dans le service des maladies urinaires en 1890, professeur agrégé en 1892, deux ans plus tard chirurgien des hôpitaux. Il reste médecin attaché à l’hôpital Necker mais se voit dans l’obligation de s’occuper de chirurgie générale. En 1906, il succède à son maître, Félix Guyon, pour diriger la clinique d'urologie à l'hôpital Necker. Sa clinique conquiert une réputation mondiale et attire de nombreux étudiants de tous pays. Lorsque, le 14 novembre 1906, il prit possession de sa chaire à Necker et inaugura son enseignement, il posait les grandes lignes de ses objectifs, à savoir s’affranchir de la tradition tout en suivant l’exemple de ses prédécesseurs : « C’est suivre l’exemple de nos maîtres que de ne pas les imiter, disait-il ; ils ont acquis de leurs prédécesseurs et nous ont transmis le dépôt sacré des grandes traditions de notre école, à savoir le respect du passé uni à l’indépendance de la critique et de l’audace de la pensée personnelle. »
Alors qu’il est au sommet de la hiérarchie et que ses rêves sont devenus réalités, il doit, en 1908, quitter sa clinique et se reposer quand on découvrit qu’il était atteint de tuberculose. Il ne réapparaît jamais à Necker et il se réfugie tout d’abord en Espagne, au soleil de Malaga. Mais réaliste sur l’évolution de sa maladie et désireux de finir sa vie en France, il se retire définitivement à Arcachon avec sa famille. Il meurt à Paris, le 17 janvier 1912, à l'âge de cinquante-deux ans. Il est enterré au cimetière de Neuilly-sur-Seine.
Sa première épouse, décédée de façon dramatique en quelques heures, d’une hémorragie interne, l’avait laissé veuf avec la charge de deux enfants en bas âge. Il se remarie plus tard et de cette union naissent deux autres enfants. Il est le père du joueur de tennis et de bridge Pierre Albarran et le grand-père du prospectiviste Thierry Gaudin.

## Travaux scientifiques

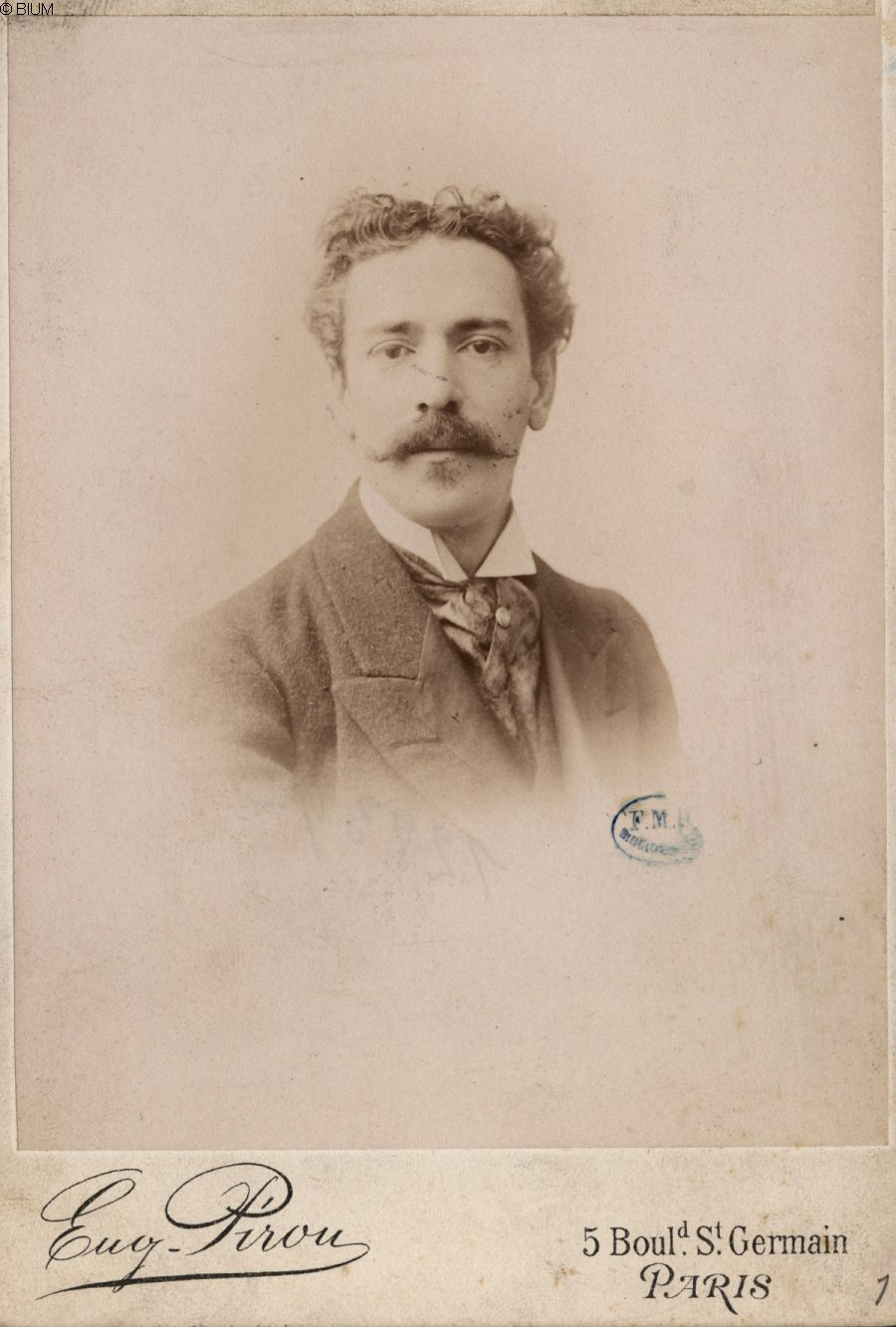
Portrait par le photographe Eugène Pirou.

Il est l'auteur de très nombreuses publications scientifiques et plusieurs monographies d'importance dont Les tumeurs de la vessie (deuxième édition en 1892) et Les tumeurs du rein en 1903, Exploration des fonctions rénales en 1905. Le Traité de Médecine opératoire des voies urinaires publié à Paris en 1909 est particulièrement remarqué. L'urologue allemand Leopold Casper (en) (1859-1949) le considérait comme un « trésor », et disait qu'il avait lui-même renoncé à écrire un manuel de chirurgie urinaire, car personne n'aurait pu faire mieux que ce texte d'Albarran.
Albarran est le premier en France à effectuer le cathétérisme de l’uretère qu'il a simplifié en modifiant les instruments de Léopold Casper et de Max Nitze (en) (1848-1906). Il développe une méthode expérimentale de l’exploration de la fonction rénale nommée plus tard « épreuve ou test d'Albarran ». Il améliore la cystoscopie en inventant le levier [dit d'Albarran], qui permet une plus grande précision des mouvements du cystoscope pendant le cathétérisme de l’uretère : il est le créateur de l'exploration fonctionnelle rénale.
Utilisant les recherches d’Antonin Gosset et de Robert Proust sur l’accès à la prostate par le périnée, Albarran est le premier chirurgien en France, à pratiquer la prostatectomie par voie périnéale. En 1908, il publia une série statistique de plus de cent cas avec une mortalité inférieure à deux pour cent ; les résultats éloignés étaient favorables et la guérison complète dans la totalité des cas. Cette technique a été abandonnée au profit des abords antérieurs ou des voies endoscopiques.
Alors qu'il était encore interne, il décrit en 1888, avec Noël Hallé, le Bacillus pyogenes, dénommé ultérieurement Bacterium Coli puis Colibacille,.
En dehors de ces grandes acquisitions, Albarran apporte un éclairage nouveau sur de nombreux sujets ; c’est ainsi qu’il étudie les tumeurs de la vessie, en 1892, au sortir de son internat. Il en établit une nouvelle classification, fondée sur une analyse embryologique. Il publie avec Léon Imbert chez Masson en 1903, un volumineux ouvrage sur les tumeurs du rein.
Il fut critiqué et parfois jalousé pour sa carrière fulgurante mais la postérité lui a rendu justice. Une statue est érigée de son vivant sur la place principale de sa ville natale Sagua La Grande ; cette même place et un hôpital de La Havane portent son nom.

## Œuvres et publications
- « Clinique des maladies des voies urinaires - Leçon d'ouverture » La Presse médicale, 1906, no 92, p. 733-738, Texte intégral
- “Trois dossiers de malades” [texte manuscrit], Document en ligne
- “Cystoscopie - Travaux personnels - 1897” [texte manuscrit], Document en ligne
- Étude sur le rein des urinaires, G. Steinheil (Paris), 1889, lire en ligne sur Gallica
- Exposé des travaux de J. Albarran, G. Steinheil (Paris), 1892, Texte intégral
- Prostatectomie périnéale dans l'hypertrophie de la prostate, communication faite à la cinquième session de l'Association française d'urologie, Paris, 1901, Clermont(Oise) (Paris), 1902, lire en ligne sur Gallica
- Exploration des fonctions rénales. Etude médico-chirurgicale, Masson (Paris), 1905.
- Médecine opératoire des voies urinaires : anatomie normale et anatomie pathologique chirurgicale, Masson (Paris), 1909, lire en ligne sur Gallica

En collaboration
- Les Tumeurs du rein, avec  Dr Léon Imbert, Masson (Paris),  1903, lire en ligne sur Gallica
- Injections épidurales sacrées de sérum et de cocaine dans certains cas d'incontinence d'urine, communication faite à la cinquième session de l'Association française d'urologie, Paris, 1901,  avec Fernand Cathelin (1873-1960), Clermont (Oise) (Paris), 1902, lire en ligne sur Gallica
- Des Infections vésicales. Rapport et discussion , avec Noël Hallé et Legrain, Association française d'urologie (éd. scientifique), 1899, lire en ligne sur Gallica
- « Une nouvelle bactérie pyogène et son rôle dans l'infection urinaire », avec Noël Hallé, in: Gazette médicale de Paris, t. 5, no 37, 1888, p. 435-438, Texte intégral
- « De la néphrotomie », avec Félix Guyon, in: Gazette hebdomadaire de médecine et de chirurgie, - 1898. - série 3, tome 3, p. 457-462 Texte intégral
- Rapport sur les essais de vaccination cholérique entrepris en Espagne par M. le Dr Ferran, présenté au ministre du Commerce par MM. P. Brouardel, Charrin et Albarran, Masson (Paris), 1885, lire en ligne sur Gallica
- Sur la cryoscopie appliquée à l'exploration de la fonction rénale  avec Bousquet, Fernand (Dr) et  Bernard, Léon (1872-1934), impr. de Daix frères (Clermont (Oise)), 1900, lire en ligne sur Gallica

## Éponymie
- cystoscope d'Albarran[24],[25]
- urétrotome dilatateur d'Albarran
- étuve thermoformogène d'Albarran[26]
- écarteur d'Albarran
- onglet d'Albarran[27]
- levier d'Albarran
- aiguille d'Albarran
- glandes (ou tubules) d'Albarran[28] : glandes de type muqueux siégeant dans le chorion du trigone vésical.
- loi d'Albarran
- signe d'Albarran
- test d'Albarran ou épreuve de la polyurie expérimentale d'Albarran[29] :
- syndrome d'Albarran-Ormond (ou maladie d'Ormond, ou péri-aortite chronique)[30] : fibrose rétropéritonéale inflammatoire d'origine inconnue, à l'origine d'une obstruction des uretères

## Hommages
- L.A. Grey, Statue du Professeur Albarra[31] Texte intégral
- Le pavillon d'urologie[32] de l'hôpital Cochin, inauguré en 1926, porte encore le nom d'Albarran[33]
- Maurice Chevassu (« Leçon inaugurale du cours de clinique urologique » - 16 janvier 1939 - Paris médical : la semaine du clinicien, 1939, no 11, p. 81-98) :

« Pendant onze ans Albarran va continuer à travailler là [Hôpital Necker] sous l'égide de son maître [Félix Guyon]. Ayant définitivement fait de la France sa patrie d'adoption, il sera agrégé en 1892, chirurgie des hôpitaux en 1894. Il ne quittera plus Necker que lorsque ses fonctions de chirurgien des hôpitaux chef de service l'obligeront, pendant six ans, à assurer ailleurs un service de chirurgie générale, puis de chirurgie infantile. Il y entrera en triomphateur, pour y faire, le 14 novembre 1906, sa première leçon de professeur de Clinique des maladies urinaires. Son maître Guyon, à la retraite, l'a désigné comme son successeur. Il n'a encore que quarante-six ans !

De quelles découvertes Albarran n'eût-il pas enrichi l'Urologie s'il avait pu continuer à la bien servir pendant les vingt-cinq ans pendant lesquels la chaire de clinique des voies urinaires était officiellement placée entre ses mains. Un sort affreux allait l'abattre deux ans à peine après son accession au sommet. Et rien n'est plus cruel, dans l'histoire de la Clinique de Necker, que le spectacle de Guyon vieilli, venant pleurer sur la tombe de son successeur la fin du drame horrible qui interrompait si vite tous les espoirs que la science avait mis en lui.

Qu'aurait pu nous donner encore, en effet, celui qui, avant d'être agrégé, avait déjà écrit Les Tumeurs de la vessie, celui qui s'était acharné à trouver un moyen pratique pour faire pénétrer des sondes dans les uretères, et avait abouti, en 1897, à l'invention du fameux onglet, dont il n'est pas exagéré de dire qu'il a transformé l'urologie.

Albarran ne laisse pas à d'autre[sic] le soin de tirer du catétérisme urétral les conséquences révolutionnaires qu'il entraîne. Pendant huit ans, il accumule document sur document. Mais aussi, quand en 1905, il fait paraître cette Exploration des fonctions rénales qui restera toujours comme une des œuvres les plus savantes de la médecine française, il aura la joie de la terminer par ce cri de victoire : «Un opéré ne doit plus mourir par insuffisance rénale.» Si la néphrectomie est devenue l'opération non meurtrière qui en a assuré le splendide développement, c'est à Albarran qu'elle le doit.

Le triomphe de ses idées n'allait pas sans de rudes combats. il finissait pourtant par imposer le dogme de la néphrectomie précoce dans la tuberculose rénale, cependant qu'il écrivait avec Imbert ce traité des Tumeurs du rein dans lequel Albarran se retrouve tout entier à la fois anatomo-pathologiste, physiologiste, clinicien et thérapeute hors pair.
Tout ce que son art comptait de subtil, tout ce que son expérience lui avait démontré vrai, il venait de l'écrire dans son Traité de Médecine opératoire des voies urinaires quand le mal le terrassa. »